# Bröckel
Bröckel község Németországban, Alsó-Szászországban, a Cellei járásban. Lakosainak száma 1998 fő (2023. december 31.).

## Fekvése
Eicklingentől délkeletre fekvő település.

## Történelme
Bröckel nevét 1215-ben említették először írásos feljegyzésben. Nevének változatai: Brockelde, Braukeln, Brauck, Broeckel.

## Földrajza
Bröckel Uetze és Meinersen községekkel határos.